# العوالي (المدينة المنورة)

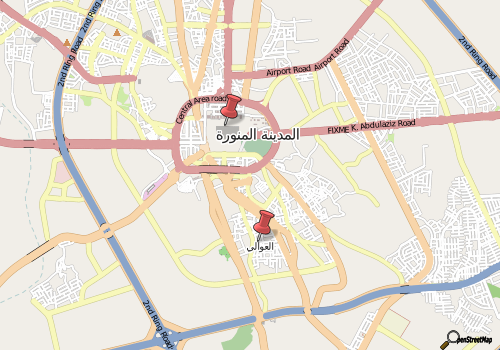
موقع حي العوالي

العوالي أو العالية هي أحد أحياء المدينة المنورة، يطلق اسمها تاريخياً على المنطقة الواقعة في الجهة الشرقية والجنوبية الشرقية من المدينة في خط يمتد شرقاً من البقيع إلى حرة واقم وجنوباً بمحاذاة مسجد قباء.

## التاريخ
كانت تنتشر فيها أحياء سكنية لعدد من قبائل الأنصار وتتخللها مزارع نخل وبساتين، وهي من جهتها الشرقية مرتفعة تنخفض تدريجياً كلما اتجهنا إلى الغرب حتى تصبح في مستوى الأرض التي بني عليها المسجد النبوي. وقد زحف العمران اليوم فغطى معظم الأراضي التي كانت تشغلها البساتين ومزارع النخل. وتسمى العالية أيضاً العوالي. يتردد ذكرها في كتب التاريخ عبر العصور فقد شهدت أحياؤها وبساتينها أحداثاً كثيرة منذ العهد الجاهلي إلى مشارف العهد الحديث فوقعت فيها مواجهات بين الأوس والخزرج قبل الإسلام وسكنها بعض المهاجرين، وكانت قرية مستقلة مثل قباء ثم اتصلت بالمدينة عندما ازدهرت في العهد الراشد. ولما تقلصت المدينة في القرن الثالث انفصلت عنها ثانية وصارت مجموعة مزارع ومساكن لأهلها والعاملين فيها، وخاصة بعد أن بني سور المدينة، وفي العصر الحديث أضحت العوالي من الأحياء المكتظة بالأبنية السكنية التي تحتضن أعداد الزائرين في المواسم الدينية وغيرها.

## التنظيم البلدي
أنشأت أمانة منطقة المدينة المنورة في الحي بلدية فرعية أسمتها: بلدية العوالي، والواقعة على الدائري الثاني شارع عاصم بن سليمان شمال أسواق بن داود بجوار مديرية الزراعة. الأحياء السكنية التابعة للبلدية هي: حي بني معاوية، بني ظفر، الشريبات، الإسكان، الخالدية، وادي مهزور، العريض، وادي مذينب، جشم، المبعوث، شظاه، الدويخله، حي الملك فهد، العاقول (شرق المدينة)، الهدراء، وادي البيطان، الأناهي.